# Das Tagebuch der Anne Frank (1980)
Das Tagebuch der Anne Frank von 1980 ist eine Neuverfilmung des gleichnamigen Films aus dem Jahr 1959. Er basiert auf dem Theaterstück von Frances Goodrich und Albert Hackett, die erneut das Drehbuch verfassten. Wie einige andere künstlerische Verarbeitungen des historischen Tagebuchs konzentriert sich auch dieser Film auf die Zeit im Hinterhaus. Eingerahmt wird der Erzählkern von zwei Szenen, die Annes Vater nach der Rückkehr ins Versteck zeigen.

## Handlung
Im November 1945 kehrt Otto Frank als Holocaust-Überlebender zurück in das Hinterhaus in Amsterdam, das ihm während des Zweiten Weltkriegs als Versteck vor den Nationalsozialisten diente. Er erzählt seiner Sekretärin Miep Gies, die den Untergetauchten zwei Jahre lang half, dass er die Stadt verlassen wolle, weil ihn die Erinnerungen belasten. Miep überreicht ihm das gerettete Tagebuch seiner Tochter Anne und er beginnt, den ersten Eintrag zu lesen, in dem sich Anne vorstellt und die bisherige Geschichte bis zum Einzug ins Versteck zusammenfasst.
Miep und Mijnheer Kraler, die Lebensmittel für die untergetauchten Juden besorgen, empfangen die Familien Frank und van Daan im Hinterhaus an der Prinsengracht. Otto erklärt, dass sie sich in ihrem Versteck während der Arbeitszeiten der Fabrik sehr still verhalten müssen. Anne kann sich anfangs nicht für den schüchternen Peter, den Sohn der van Daans, begeistern. Otto bereitet ihr hingegen eine große Freude, weil er neben ihren Filmstar-Fotos auch ein Tagebuch mitgebracht hat, das ihr hilft, die Einschränkungen im Versteck besser zu ertragen. Schließlich will das Mädchen nicht „ladylike“ sein, sondern lieber ihr Interesse an der Kunst ausleben. Peter betrachtet Anne nicht als Freundin, sondern als nervende „Miss Quak-quak“. Während sein Vater sich über die Kinder und seine Frau Petronella echauffiert, bedauert Anne die Belastung für Miep. Edith wünscht sich, dass Anne so wenig widerspricht wie deren ältere Schwester Margot.
Nachdem sich die beiden Familien an das Leben im Versteck gewöhnt haben, steigt die Anspannung, als Kraler einen weiteren Mitbewohner ankündigt. Mieps Freund Dirk hat den Zahnarzt Jan Dussel ins Hinterhaus vermittelt. Dussel ist überrascht, die Franks hier anzutreffen, weil er sie in der Schweiz vermutete. Als Herr van Daan sich wegen der Lebensmittelvorräte besorgt zeigt, berichtet er von zahlreiche deportierten Juden. Außerdem zeigt Dussel seine Abneigung gegen Anne, mit der er sich entgegen seiner Gewohnheit ein Zimmer teilen muss. Nach einem Alptraum will sich Anne nur von ihrem Vater und nicht von der Mutter beruhigen lassen. Sie wünscht sich, dass die positiven Seiten ihres Charakters mehr in den Vordergrund rücken sollen.
Bei einer Chanukka-Feier verteilt sie Geschenke an ihre Mitbewohner. Doch plötzlich bricht nach einem Poltern im Lagerraum die Angst vor der Grünen Polizei aus, die verschärft wird, als Peter vom Stuhl fällt. Otto kontrolliert jedoch die unteren Räume und stellt fest, dass es nur ein Dieb war. Er gibt der Gruppe den Glauben zurück, woraufhin sie das Chanukka-Lied singen.
Nach anderthalb Jahren im Versteck bringen Miep und Kraler den Juden einen Kuchen zu Neujahr, was prompt zu einem Streit um die gerechte Aufteilung führt. Kraler berichtet außerdem von einem Arbeiter namens Karl, der nach Otto fragte und eine Gehaltserhöhung verlangte. Als Anne, die gerade ihre wachsende Sexualität erkennt, in einer Schulddebatte ihre Generation verteidigt, zeigt sich Peter beeindruckt. Allmählich kommt es zu ersten Annäherungen und die beiden lassen sich durch Petronellas Kommentare nicht vom Rendezvous in Peters Zimmer abhalten. Sie geben sich gegenseitig Selbstvertrauen und Peter lobt Anne für ihr jetzt ruhigeres Verhalten. Nach einem Gespräch über Küsse kündigt Anne an, ihren Freund in ihr Tagebuch einzuweihen.
Doch in der Nacht sorgt Herr van Daan für eine neue Eskalation im Hinterhaus, weil er beim Diebstahl eines Brotlaibs erwischt wird. Edith regt sich so sehr auf, dass sie die van Daans notfalls mit Geld rauswerfen will, was Otto zu der Feststellung veranlasst, dass sich die Juden selbst vernichten. Als Dussel anfängt, die Kartoffeln aufzuteilen, bringt Miep neue gute Nachrichten vom Beginn der Invasion in Frankreich, wodurch die gute Laune zurückkehrt. Herr van Daan zeigt Reue und Edith bedauert ihre Worte.
Am vierten August klingelt unten das Telefon, nachdem seit ein paar Tagen weder die Arbeiter noch Miep oder Kraler zu sehen waren. Otto fordert Geduld, während Anne sich wünscht, über den Tod hinaus zu leben. Sie sagt zu Peter, dass die Welt „nur eine Phase“ durchlaufe. Doch nun ist es vorbei, das Versteck wurde entdeckt. Otto meint, dass sie nach zwei Jahren in Furcht nun in Hoffnung leben würden.
Nach seiner Rückkehr erzählen Miep und Kraler von der Verhaftung und teilen mit, dass der Dieb der Verräter war. Otto glaubt, dass Anne nach der Entdeckung des Verstecks glücklich war, und berichtet von seinem Weg durch die Konzentrationslager. In Rotterdam erfuhr er von einer Insassin des KZ Bergen-Belsen, dass Anne dort gestorben war. Seine Tochter glaubte „trotz allem […] an das Gute im Menschen“ und schließlich fühlt er sich schlecht: „Wie bin ich beschämt.“

## Hintergrund

### Unterschiede zum Theaterstück und ersten Film
Für den Fernsehfilm wurde das Stück The Diary of Anne Frank um rund vierzig Minuten gekürzt und das Szenenbild entsprechend verkleinert. Während die Anfangsszene, in der Otto Frank in das Hinterhaus zurückkehrt, der Darstellung im Original entspricht, ist das abschließende Gespräch mit Miep und Kraler nicht enthalten; dort endet der Film mit der Erstürmung des Hinterhauses durch die Gestapo. Scott Jacoby, der in der Neuverfilmung von 1980 Peter van Daan darstellte, ist ein Enkelsohn des Schauspielers Lou Jacobi, der 1959 Hermann van Daan verkörperte.

### Abweichungen von der Realität
In Anne Franks Tagebuch gibt es keinen Eintrag vom 6. Juli 1942. Sie schreibt ihren ersten Eintrag bereits am 12. Juni, ihrem dreizehnten Geburtstag, und berichtet anschließend von der Feier. Da der Film jedoch auf die Zeit im Versteck beschränkt ist, müssen die vorherigen Ereignisse auf andere Weise zusammengefasst werden.
Im Film werden für die Familie van Pels und Fritz Pfeffer die Pseudonyme van Daan und Dussel verwendet, die sich Anne für eine geplante Veröffentlichung ihres Tagebuchs ausgedacht hatte. Victor Kugler wird ebenfalls gemäß Annes Idee als Mijnheer Kraler bezeichnet, während die Vornamen Dirk (für Mieps Freund) und Jan (für Pfeffer/Dussel) eine Erfindung der Filmproduzenten sind. Außerdem war Miep in Wirklichkeit schon mit Jan Gies verheiratet und nicht nur verlobt, als sich die Juden versteckten. Die weiteren Helfer Bep Voskuijl und Johannes Kleiman kommen im Film gar nicht vor.
Die Filmproduzenten bezeichnen den stehlenden Lagerarbeiter als Verräter. Der Arbeiter Willem Gerard van Maaren (im Film Karl genannt) war tatsächlich viele Jahre lang der Hauptverdächtige, aber in Wirklichkeit ist bis heute nicht hundertprozentig sicher, wer den Nazis den Hinweis auf die versteckten Juden im Hinterhaus gab.

### Synchronisation
| Rolle                 | Synchronsprecher  |
| --------------------- | ----------------- |
| Anne Frank            | Juliane Korén     |
| Otto Frank            | Roland Hemmo      |
| Edith Frank-Holländer | Renate Bahn       |
| Margot Frank          | Blanche Kommerell |
| Peter van Daan        | Dirk Wäger        |
| Hermann van Daan      | Victor Deiß       |
| Petronella van Daan   | Gabriele Heinz    |
| Jan Dussel            | Hasso Zorn        |
| Miep Gies             | Silke Matthias    |
| Mijnheer Kraler       | Peter Hladik      |

## Kritik
Das Lexikon des internationalen Films erkennt keine Innovation gegenüber der ersten Verfilmung, lobt aber den bleibenden Eindruck: „Der Film weiß der erschütternden Adaption von 1959 kaum neue Akzente abzugewinnen. Doch auch im Rahmen dieser Inszenierung verfehlt die klaustrophobische Situation nicht ihre Wirkung und fordert zur Auseinandersetzung auf.“ TV Spielfilm befand, „Maximilian Schell verleiht der preiswerten und diskutabel besetzten TV-Version Würde“ und bezeichnet die Produktion als „Weltliteratur im TV-Serien-Look“.

## Auszeichnungen
Der Film erhielt 1981 drei Nominierungen für den Emmy in den Kategorien Maske (makeup), Kamera (cinematography) und Kostüme (costumer). Im gleichen Jahr wurde die Produktion in der Kategorie „beste Mini-Serie oder TV-Film“ für den Golden Globe Award nominiert.